# Sheryl Morgan
Sheryl Morgan (* 6. November 1983 im Manchester Parish) ist eine ehemalige jamaikanische Sprinterin und Hürdenläuferin, die sich auf die 400-Meter-Distanz spezialisiert hat. Ihren größten Erfolg feierte sie mit dem Gewinn der Silbermedaille in der 4-mal-400-Meter-Staffel bei den Hallenweltmeisterschaften 2003 in Birmingham.

## Sportliche Laufbahn
Erste internationale Erfahrungen sammelte Sheryl Morgan vermutlich bei den CARIFTA Games 2000 in St. George’s, bei denen sie in 53,66 s die Silbermedaille über 400 Meter in der U20-Altersklasse gewann. Anschließend gewann sie auch bei den CAC-Juniorenmeisterschaften in San Juan in 54,03 s die Silbermedaille über 400 Meter und siegte mit der jamaikanischen 4-mal-400-Meter-Staffel in 3:36,14 min. Im Oktober schied sie bei den Juniorenweltmeisterschaften in Santiago de Chile mit 53,64 s im Halbfinale über 400 Meter aus und gewann mit der Staffel in 3:33,99 min die Silbermedaille. Im Jahr darauf siegte sie in 53,16 s bei den CARIFTA Games in Bridgetown im Einzelbewerb sowie in 3:34,63 min auch im Staffelbewerb. Anschließend gewann sie bei den Panamerikanischen Juniorenmeisterschaften in Santa Fe in 54,74 s die Bronzemedaille und sicherte sich mit der Staffel in 3:53,16 min die Silbermedaille. 2002 verteidigte sie bei den CARIFTA Games in Nassau in 52,42 s ihren Titel über 400 Meter und siegte mit der Staffel in 3:37,52 min. Anschließend siegte sie in 52,81 s bei den CAC-Juniorenmeisterschaften in Bridgetown im Einzelbewerb sowie in 3:34,76 min auch im Staffelbewerb. Daraufhin gewann sie bei den Juniorenweltmeisterschaften in Kingston in 52,61 s die Bronzemedaille über 400 Meter und belegte in 3:31,90 min den vierten Platz im Staffelbewerb. Im Dezember belegte sie bei den Zentralamerika- und Karibikspielen (CAC) in San Salvador in 58,66 s den fünften Platz im 400-Meter-Hürdenlauf und gelangte mit der Staffel mit 3:38,90 min auf Rang vier.
2003 startete sie mit der 4-mal-400-Meter-Staffel bei den Hallenweltmeisterschaften in Birmingham und gewann dort in 3:31,23 min gemeinsam mit Ronetta Smith, Catherine Scott und Sandie Richards die Silbermedaille hinter dem russischen Team. Im selben Jahr wurde sie wegen eines Dopingverstoßes vom Weltverband IAAF mit einer öffentlichen Warnung belegt, aber von einer Sperre abgesehen. Im Jahr darauf verhalf sie der Staffel bei den Hallenweltmeisterschaften in Budapest zum Finaleinzug und begann im selben Jahr ein Studium an der University of Nebraska in den Vereinigten Staaten. 2011 belegte sie bei den CAC-Meisterschaften in Mayagüez in 57,25 s den vierten Platz über 400 m Hürden und anschließend schied sie bei den Panamerikanischen Spielen in Guadalajara mit 59,59 s im Vorlauf aus. Im Januar 2013 bestritt sie ihren letzten offiziellen Wettkampf und beendete daraufhin ihre aktive sportliche Karriere im Alter von 29 Jahren.

## Persönliche Bestzeiten
- 400 Meter: 52,31 s, 9. Juni 2001 in Nassau
  - 400 Meter (Halle): 53,53 s, 15. März 2008 in Fayetteville
- 400 m Hürden: 56,81 s, 17. April 2002 in Kingston